# Christina Kellberg
Christina Kellberg, född 10 augusti 1945 i Stockholm, är en svensk journalist och författare. Kellberg var verksam som journalist vid Dagens Nyheter i närmare 40 år, varefter hon arbetade som författare och frilansande journalist för flera tidningar.